# Saison 12 de La France a un incroyable talent
 (janvier 2022).
- Si vous ne connaissez pas le sujet, laissez ce bandeau (vous pouvez alors contacter les auteurs).
- Si vous supprimez le contenu mis en cause (vous pouvez préalablement contacter les auteurs),

argumentez précisément cette suppression dans la page de discussion
(un manque de référence n'est pas un argument ; une recherche réelle de référence doit avoir été effectuée, être formellement documentée).
 (novembre 2017).
Si vous disposez d'ouvrages ou d'articles de référence ou si vous connaissez des sites web de qualité traitant du thème abordé ici, merci de compléter l'article en donnant les références utiles à sa vérifiabilité et en les liant à la section « Notes et références ».
La douzième saison de La France a un incroyable talent, émission française de divertissement, est diffusée tous les jeudis du 16 novembre 2017 au 14 décembre 2017 sur M6 de 21 h 5 à 23 h 10.

## Présentateur et jury
Le jury de la saison 12 est initialement identique à celui de la saison 11. Mais Gilbert Rozon est accusé d'agressions sexuelles, dans les dénonciations qui suivent l'affaire Weinstein et alors que l'enregistrement des qualifications de la saison 12 a déjà eu lieu. M6 décide que ces qualifications ne seront pas diffusées, la diffusion de la saison 12 commençant donc aux demi-finales avec un jury composé de :
- Éric Antoine, magicien-humoriste;
- Hélène Ségara, chanteuse;
- Kamel Ouali, Chorégraphe, danseur et metteur en scène.

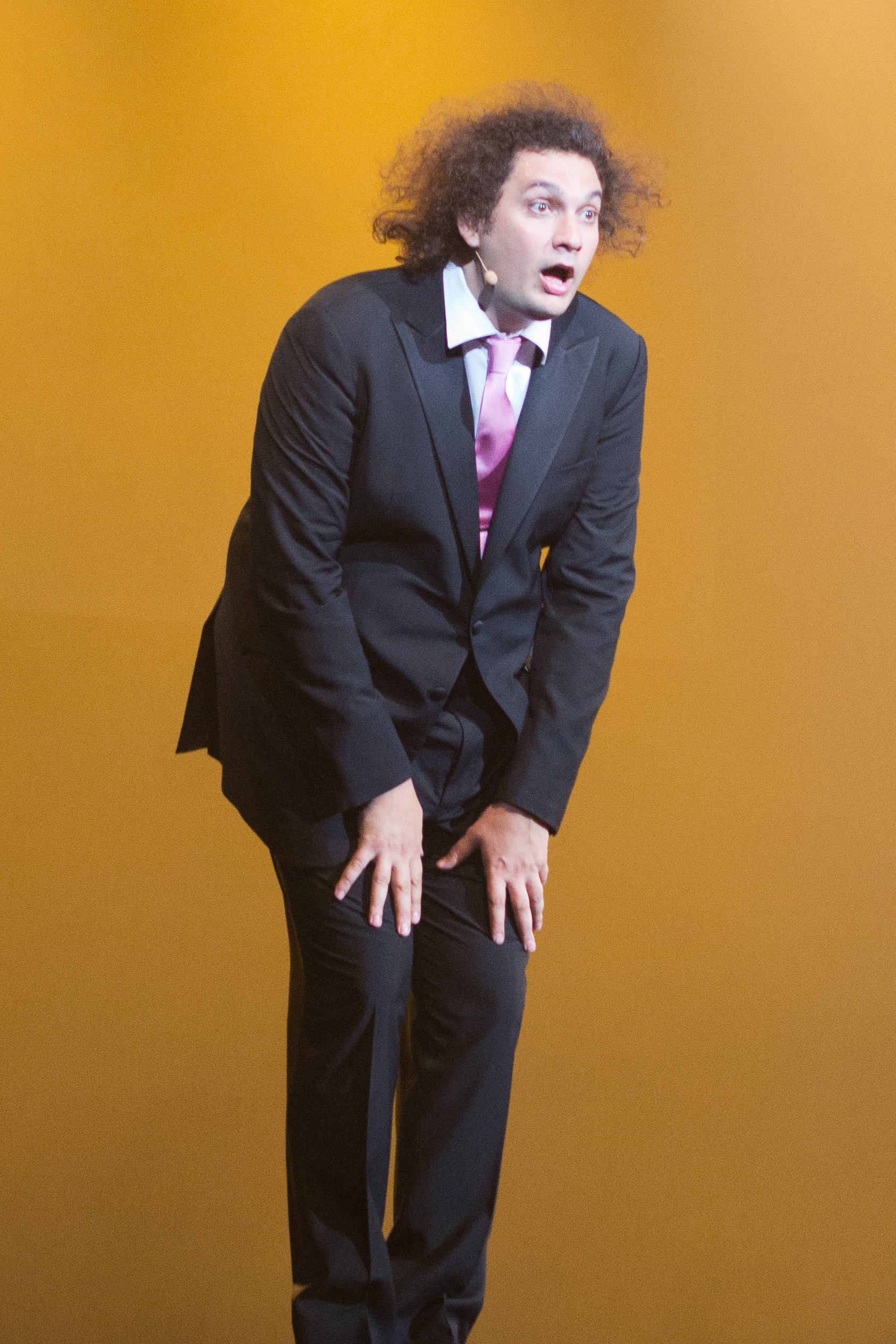
Éric Antoine
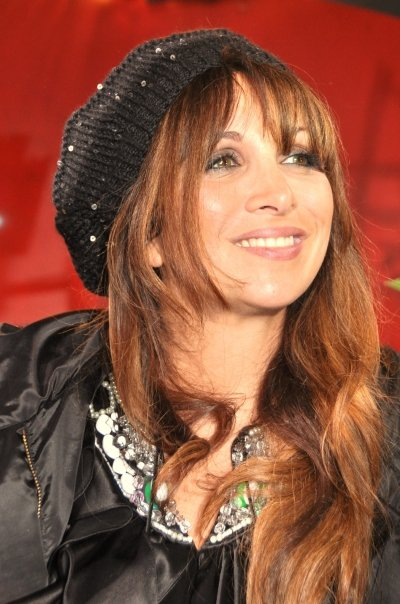
Hélène Ségara
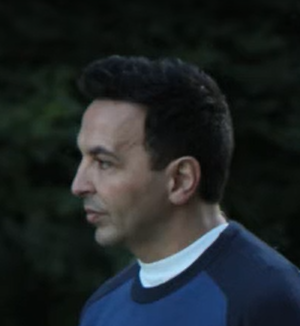
Kamel Ouali

L'émission est présentée par David Ginola.

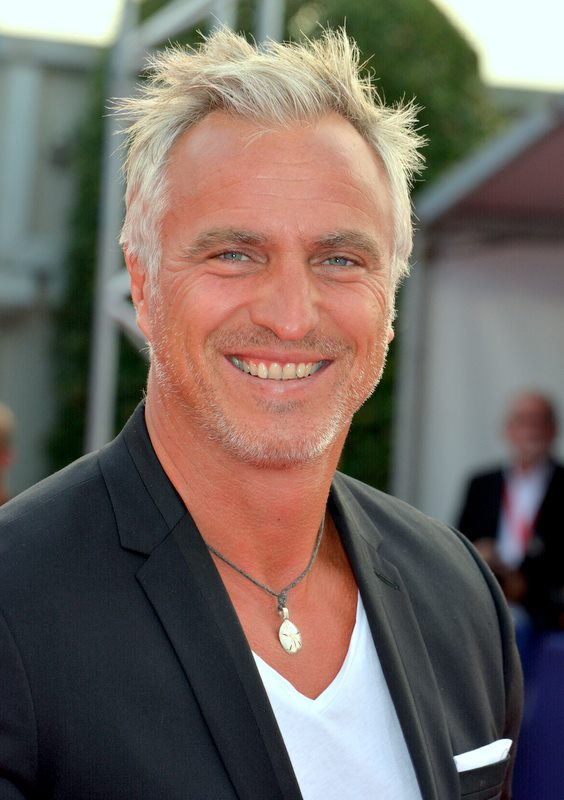
David Ginola

Lors des demi-finales, un juge supplémentaire rejoint le jury initial :
- Soprano est le juré invité pour la 1re demi-finale;
- Amir est le juré invité pour la 2e demi-finale.

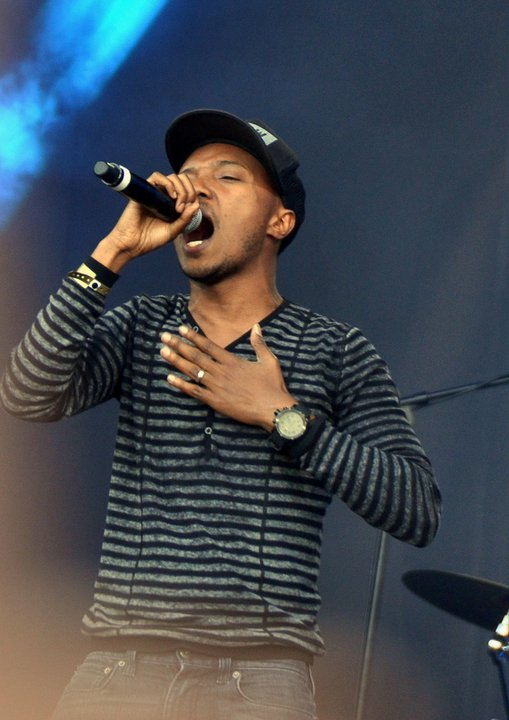
Soprano
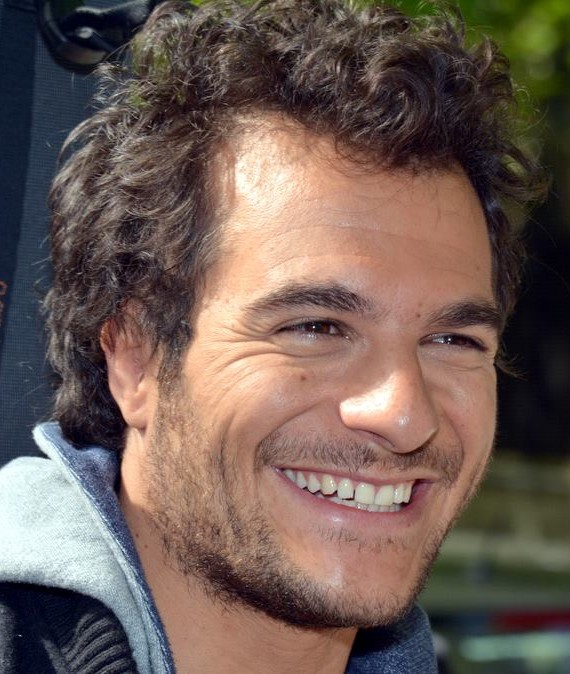
Amir

## Émissions

### Qualifications
Mêmes règles que la saison 11 sauf que David Ginola a aussi la possibilité d'utiliser le « golden buzzer ». Il n'y a donc pas que 4 mais 5 candidats directement qualifiés pour la finale. Les qualifications ne sont pas diffusées par suite d'accusations de harcèlement et d'agressions sexuelles contre Gilbert Rozon . Cependant, certaines prestations des auditions sont diffusées lors des demi-finales dans la rubrique « les talents inattendus des auditions ».

#### Liste des «talents inattendus des auditions»
| Nom              | Numéro             | Buzz et choix du jury | Buzz et choix du jury | Buzz et choix du jury | Buzz et choix du jury |
| Nom              | Numéro             | Gilbert               | Hélène                | Kamel                 | Éric                  |
| ---------------- | ------------------ | --------------------- | --------------------- | --------------------- | --------------------- |
| Wesh Wesh Nature | Chant humoristique | refusé                | refusé                | refusé                | refusé                |

### Demi-finales et finale

#### Demi-finalistes et finalistes
| Légende | Vainqueur | Deuxième | Troisième | Top 5 | Finaliste | Golden buzzer (qualifications) | Golden buzzer (demi-finales) |

| Nom                                    | Âge     | Genre              | Numéro                                                  | Demi-finale | Résultat                                  |
| -------------------------------------- | ------- | ------------------ | ------------------------------------------------------- | ----------- | ----------------------------------------- |
| Laura Laune                            | 30      | Chant & Comédie    | Chant humoristique avec guitare                         | 1           | Vainqueur                                 |
| Soda Crew                              | 12-16   | Danse              | Danse en groupe                                         | 2           | Deuxième                                  |
| Florent Devlesaver & Justin Collin     | 31 & 24 | Danse              | Danse en duo                                            |             | Troisième                                 |
| All In Dance Crew                      | 23-34   | Danse              | Danse en groupe                                         |             | Quatrième                                 |
| Géométrie Variable                     | 28 & 31 | Danse              | Danse Tetris en trio                                    | 1           | Cinquième                                 |
| Charlotte O’Sullivan & Nicolas Jelmoni | 24 & 25 | Acrobaties         | Main à main en duo                                      | 2           | Finalistes (golden buzzer demi-finales)   |
| Corinne                                | 52      | Chant              | Chant lyrique                                           |             | Finaliste (golden buzzer qualifications)  |
| Erwann                                 | 16      | Chant              | Chant avec piano                                        | 2           | Finaliste (choisi par le jury)            |
| Fabiola Leveneur                       | 33      | Chant              | Chant                                                   |             | Finaliste (golden buzzer qualifications)  |
| Farid Zitoun                           | 23      | Gymnastique        | Parkour                                                 | 2           | Finaliste (choisi par le jury)            |
| Marina Mazepa                          | 20      | Acrobaties & Danse | Pole dance                                              | 1           | Finaliste (choisi par le jury)            |
| Moulla Diabi                           | 29      | Magie              | Magie avec technologies                                 | 1           | Finaliste (choisi par le jury)            |
| Zurcaroh                               | 7-38    | Danse              | Danse en groupe                                         |             | Finalistes (golden buzzer qualifications) |
| Abigail                                | 37      | Acrobaties         | Acrobaties avec dessins animés                          | 2           | Éliminée                                  |
| Adnan                                  | 19      | Magie              | Magie avec karaté                                       | 2           | Éliminé                                   |
| Antoine Ultimate Laser Man             | 29      | Variété            | Laser                                                   | 1           | Éliminé                                   |
| Auguste Wood                           | 33      | Chant & Comédie    | Chant humoristique avec guitare                         | 2           | Éliminé                                   |
| Biscuit                                | 27      | Danse              | Danse                                                   | 2           | Éliminé                                   |
| Bloom Gospel Choir                     | 20-45   | Chant              | Chant en groupe                                         | 2           | Éliminés                                  |
| Casey                                  | 14      | Variété            | Wushu                                                   | 1           | Éliminé                                   |
| Deadly Games                           | 33 & 35 | Danger             | Lancer de couteaux                                      | 1           | Éliminés                                  |
| Donovan Haessy                         | 17      | Magie              | Magie avec cartes                                       | 1           | Éliminé                                   |
| French Fuse                            | 25 & 27 | Musique            | Musique remix électronique                              | 2           | Éliminés                                  |
| Fuel Girls                             | 25-35   | Danse              | Danse avec feu en groupe                                | 2           | Éliminées                                 |
| Happy Brothers                         | 32 & 38 | Comédie & Danse    | Hip-hop burlesque en duo                                | 1           | Éliminés                                  |
| Jean-Jacques De Launay                 | 65      | Chant              | Chant humoristique avec guitare                         | 2           | Éliminé                                   |
| José & Dani                            | 26 & 28 | Acrobaties         | Acrobaties en duo                                       | 2           | Éliminés                                  |
| Kader Bueno                            | 19      | Comédie & Magie    | Magie humoristique                                      | 2           | Éliminés                                  |
| Léa Hinz                               | 27      | Acrobaties         | Cerceau aérien                                          | 1           | Éliminée                                  |
| Lola Dentellya (maintenant Dame Lola)  | 32      | Chant & Comédie    | Chant humoristique                                      | 1           | Éliminée                                  |
| Lou Boland                             | 19      | Chant              | Chant avec piano                                        | 1           | Éliminée                                  |
| Lucas                                  | 11      | Gymnastique        | Gymnastique hip-hop acrobatique                         | 2           | Éliminé                                   |
| Mathieu Stepson                        | 31      | Magie              | Magie avec cartes                                       | 1           | Éliminé                                   |
| Monastère Amer                         | 26 & 36 | Chant & Comédie    | Rap humoristique en groupe                              | 1           | Éliminés                                  |
| Nessa                                  | 30      | Chant              | Chant                                                   | 2           | Éliminée                                  |
| Ornella Pitchen                        | 13      | Danse              | Danse                                                   | 2           | Éliminée                                  |
| Rayan                                  | 13      | Chant              | Chant                                                   | 1           | Éliminé                                   |
| Salut Salon                            | 32-44   | Musique            | Musique séries policières en groupe                     | 2           | Éliminés                                  |
| Styl' Riders                           | ??      | Cascade            | Freestyle avec trottinettes, vélos & free run en groupe | 1           | Éliminés                                  |
| Véronique                              | 55      | Chant              | Chant                                                   | 1           | Éliminée                                  |
| Victor & Emile                         | 14      | Acrobaties         | Trampoline en duo                                       | 1           | Éliminés                                  |
| Vincent Côté-Morency                   | 35      | Comédie & Magie    | Magie humoristique                                      | 1           | Éliminé                                   |
| Wolf's Bar                             | 18-27   | Gymnastique        | Street workout en groupe                                | 2           | Éliminés                                  |
| Yanniv                                 | 14      | Magie              | Magie                                                   | 2           | Éliminé                                   |

#### 1redemi-finale partie 1: 16 novembre 2017
Soprano est un juge invité mais n'a pas le droit de buzzer sauf le golden buzzer.
| Ordre | Nom                | Numéro                        | Buzz et choix du jury | Buzz et choix du jury | Buzz et choix du jury | Buzz et choix du jury | Résultat           |
| Ordre | Nom                | Numéro                        | Éric                  | Hélène                | Soprano               | Kamel                 | Résultat           |
| ----- | ------------------ | ----------------------------- | --------------------- | --------------------- | --------------------- | --------------------- | ------------------ |
| 1     | Styl' Riders       | Acrobatie                     |                       |                       |                       |                       | Éliminés           |
| 2     | Donovan            | Magie                         |                       |                       |                       |                       | Éliminé            |
| 3     | Géométrie variable | Danse                         |                       |                       |                       |                       | Qualifiés (Finale) |
| 4     | Deadly games       | Lancer de couteaux            |                       |                       |                       |                       | Éliminés           |
| 5     | Véronique          | Chant                         |                       |                       |                       |                       | Éliminée           |
| 6     | Moulla             | Magie                         |                       |                       |                       |                       | Qualifié (Finale)  |
| 7     | Monastère Amer     | Chant et danse                |                       |                       |                       | refusé                | Éliminés           |
| 8     | Victor et Emile    | Trampoline                    |                       |                       |                       |                       | Éliminés           |
| 9     | Laura Laune        | Chant humoristique et guitare |                       |                       | accepté               |                       | Qualifiée (Finale) |
| 10    | Léa Hinz           | Cerceau aérien                |                       |                       |                       |                       | Éliminée           |

#### 1redemi-finale partie 2: 23 novembre 2017
Soprano est un juge invité mais n'a pas le droit de buzzer sauf le golden buzzer.
| Ordre | Nom                        | Numéro              | Buzz et choix du jury | Buzz et choix du jury | Buzz et choix du jury | Buzz et choix du jury | Résultat           |
| Ordre | Nom                        | Numéro              | Éric                  | Hélène                | Soprano               | Kamel                 | Résultat           |
| ----- | -------------------------- | ------------------- | --------------------- | --------------------- | --------------------- | --------------------- | ------------------ |
| 1     | Vincent C                  | Magie / humour      |                       |                       |                       |                       | Éliminé            |
| 2     | Marina Mazepa              | Pole dance          |                       |                       |                       |                       | Qualifiée (Finale) |
| 3     | Lou B                      | Chant               |                       |                       |                       |                       | Éliminée           |
| 4     | Mathieu Stepson            | Magie               |                       |                       |                       |                       | Éliminé            |
| 5     | Happy brothers             | Hip hop / humour    |                       |                       |                       |                       | Éliminés           |
| 6     | Rayan                      | Chant               |                       |                       |                       |                       | Éliminé            |
| 7     | Casey                      | Wushu (art martial) |                       |                       |                       |                       | Éliminé            |
| 8     | Antoine Ultimate Laser Man | Laser               |                       |                       |                       | refusé                | Éliminé            |
| 9     | Lola Dentellya             | Chant               |                       |                       |                       |                       | Éliminée           |

#### 2edemi-finale partie 1: 30 novembre 2017
Amir est un juge invité mais n'a pas le droit de buzzer sauf le golden buzzer.
| Ordre | Nom                  | Numéro                  | Buzz et choix du jury | Buzz et choix du jury | Buzz et choix du jury | Buzz et choix du jury | Résultat           |
| Ordre | Nom                  | Numéro                  | Éric                  | Hélène                | Amir                  | Kamel                 | Résultat           |
| ----- | -------------------- | ----------------------- | --------------------- | --------------------- | --------------------- | --------------------- | ------------------ |
| 1     | Lucas                | Gymnastique acrobatique |                       |                       |                       |                       | Éliminé            |
| 2     | Kader Bueno          | Magie humoristique      |                       |                       |                       |                       | Éliminé            |
| 3     | Auguste Wood         | Chant humoristique      |                       |                       |                       |                       | Éliminé            |
| 4     | Fuel Girls           | Danse avec le feu       |                       |                       |                       |                       | Éliminées          |
| 5     | Erwann               | Chant                   |                       |                       |                       |                       | Qualifié (Finale)  |
| 6     | Charlotte et Nicolas | Duo main à main         |                       |                       | accepté               |                       | Qualifiés (Finale) |
| 7     | Farid Zitoun         | Acrobatie / Parkour     |                       |                       |                       |                       | Qualifié (Finale)  |
| 8     | Ornella              | Danse                   |                       |                       |                       |                       | Éliminée           |
| 9     | French Fuse          | Musique Electronique    |                       |                       |                       |                       | Éliminés           |
| 10    | Yanniv               | Magie                   |                       |                       |                       |                       | Éliminé            |

#### 2edemi-finale partie 2: 7 décembre 2017
Amir est un juge invité mais n'a pas le droit de buzzer sauf le golden buzzer.
| Ordre | Nom                    | Numéro                               | Buzz et choix du jury | Buzz et choix du jury | Buzz et choix du jury | Buzz et choix du jury | Résultat           |
| Ordre | Nom                    | Numéro                               | Éric                  | Hélène                | Amir                  | Kamel                 | Résultat           |
| ----- | ---------------------- | ------------------------------------ | --------------------- | --------------------- | --------------------- | --------------------- | ------------------ |
| 1     | Soda Crew              | Danse                                |                       |                       |                       |                       | Qualifiés (Finale) |
| 2     | José et Dani           | Acrobatie aérienne                   |                       |                       |                       |                       | Éliminés           |
| 3     | Jean-Jacques De Launay | Chant humoristique                   |                       |                       |                       | refusé                | Éliminé            |
| 4     | Abigail                | Acrobatie aérienne avec dessin animé |                       |                       |                       |                       | Éliminée           |
| 5     | Nessa                  | Chant                                |                       |                       |                       |                       | Éliminée           |
| 6     | Wolf's bar             | Street workout                       |                       |                       |                       |                       | Éliminés           |
| 7     | Adnan                  | Magie et Karaté                      |                       |                       |                       |                       | Éliminé            |
| 8     | Bloom Gospel Choir     | Chant                                |                       |                       |                       |                       | Éliminés           |
| 9     | Biscuit                | Danse                                |                       |                       |                       |                       | Éliminé            |
| 10    | Salut Salon            | Musique                              |                       |                       |                       |                       | Éliminés           |

#### Finale: 14 décembre 2017
Pour cette finale, 13 candidats se sont qualifiés au cours des auditions et des phases finales :
7 Golden Buzzer : All In Dance Crew (Kamel), Florent & Justin (Éric), Laura Laune (Soprano), Fabiola (Hélène), Charlotte & Nicolas (Amir), Zurcaroh (David), Corinne.
6 candidats : Géométrie Variable, Marina, Moulla, Erwann, Farid Zitoun, Soda Crew.
| Classement | Ordre de passage | Nom                                    | Numéro                          |
| ---------- | ---------------- | -------------------------------------- | ------------------------------- |
| NC         | 1                | Zurcaroh                               | Danse en groupe                 |
| NC         | 2                | Fabiola Leveneur                       | Chant                           |
| NC         | 3                | Charlotte O’Sullivan & Nicolas Jelmoni | Main à main en duo              |
| 3e         | 4                | Florent Devlesaver & Justin Collin     | Danse en duo                    |
| 4e         | 5                | All In Dance Crew                      | Danse en groupe                 |
| NC         | 6                | Corinne                                | Chant lyrique                   |
| NC         | 7                | Marina Mazepa                          | Pole Dance                      |
| 2e         | 8                | Soda Crew                              | Danse en groupe                 |
| NC         | 9                | Moulla Diabi                           | Magie avec technologies         |
| 5e         | 10               | Géométrie Variable                     | Danse Tetris en trio            |
| NC         | 11               | Erwann                                 | Chant avec piano                |
| 1er        | 12               | Laura Laune                            | Chant humoristique avec guitare |
| NC         | 13               | Farid Zitoun                           | Parkour                         |

## Audiences

### La France a un incroyable talent
Cette saison a été suivie en moyenne par 2 490 200 téléspectateurs soit 11,94% du public.
| Épisode | Date de diffusion                                 | Audience moyenne          | Audience moyenne | Références |
| Épisode | Date de diffusion                                 | Nombre de téléspectateurs | PDM              | Références |
| ------- | ------------------------------------------------- | ------------------------- | ---------------- | ---------- |
| 1       | Jeudi 16 novembre 2017 (1re demi-finale partie 1) | 2 443 000                 | 12%              | [ 3 ]      |
| 2       | Jeudi 23 novembre 2017 (1re demi-finale partie 2) | 2 289 000                 | 10,7%            | [ 4 ]      |
| 3       | Jeudi 30 novembre 2017 (2e demi-finale partie 1)  | 2 842 000                 | 12,9%            | [ 5 ]      |
| 4       | Jeudi 7 décembre 2017 (2e demi-finale partie 2)   | 2 283 000                 | 10,7%            | [ 6 ]      |
| 5       | Jeudi 14 décembre 2017 (finale)                   | 2 594 000                 | 13,4%            | [ 7 ]      |

Légende :
- Plus hauts chiffres d'audience
- Plus bas chiffres d'audience

### Évolution des audiences
| Épisode | Date de diffusion                    | Audience moyenne          | Audience moyenne | Références |
| Épisode | Date de diffusion                    | Nombre de téléspectateurs | PDM              | Références |
| ------- | ------------------------------------ | ------------------------- | ---------------- | ---------- |
| 1       | Jeudi 16 novembre 2017 (22:50-00:00) |                           |                  |            |
| 2       | Jeudi 23 novembre 2017 (22:50-00:00) |                           |                  |            |
| 3       | Jeudi 30 novembre 2017 (22:50-00:00) |                           |                  |            |
| 4       | Jeudi 7 décembre 2017 (22:50-00:00)  |                           |                  |            |
| 5       | Jeudi 14 décembre 2017 (22:50-00:00) |                           |                  |            |

Légende :
- Plus hauts chiffres d'audience
- Plus bas chiffres d'audience